# آيت حمزة (كيكو)
آيت حمزة هي إحدى مشيخات المملكة المغربية، تتبع جغرافيا لإقليم بولمان وإداريًا لكيكو. يقدر عدد سكانها بـ 8789 نسمة حسب الإحصاء الرسمي للسكان والسكنى لسنة 2004.